# نورمان لويس (مؤلف)
نورمان لويس (بالإنجليزية: Norman Lewis)‏ (28 يونيو 1908، منطقة أنفيلد في المملكة المتحدة - 22 يوليو 2003 في المملكة المتحدة)؛ كاتب، صحفي وروائي بريطاني.